# Холи (Минесота)
Холи (енгл. Hawley) град је у америчкој савезној држави Минесота.

## Демографија
По попису из 2010. године број становника је 2.067, што је 185 (9,8%) становника више него 2000. године.
| Група             | 2000.         | 2010.         |
| Белци             | 1.847 (98,1%) | 1.979 (95,7%) |
| Афроамериканци    | 2 (0,1%)      | 7 (0,3%)      |
| Азијати           | 4 (0,2%)      | 14 (0,7%)     |
| Хиспаноамериканци | 8 (0,4%)      | 19 (0,9%)     |
| Укупно            | 1.882         | 2.067         |